# Lu (dupla)
Lu (abreviação de "Luna"; "Lua", em português) foi uma dupla mexicana formada em 2000 por Paty Cantú e Mario Sandoval, ambos originários de Guadalajara (México). A dupla começou a fazer sucesso em 2003, a sua separação ocorreu em 2007 com dois álbuns gravados. Ficaram conhecidos no Brasil, através da soap opera, Rebelde, com a canção Por Besarte.

## História
A dupla se conhece desde 1996. Ambos os membros tiveram influências musicais que vão desde pequenas, geralmente com a utilização de violão, um instrumento que compartilham atualmente. Os dois se conheceram em um colégio do grupo musical.
No ano de 1999, decidiram enviar um demo para a Warner Music México constituída principalmente de uma canção de Mario, sendo aceito pelo produtor.
Assim, em 24 de fevereiro de 2004 eles lançaram sua primeira produção intitulada LU, que incluiu dez canções compostas por eles mesmos. O álbum teve as unidades de produção na parte da Golden Baqueiro, Natalia Lafourcade, Moenia, entre outros.
O tema "Una Confusión" foi o que levou à fama em 2004, sendo reconhecida no México e parte da América Latina.
Depois eles lançaram a canção "Por Besarte", que foi o "bum" final de sua carreira, esta questão substância foi usada na soap opera, Rebelde, em que a dupla também participou.
Para terminar seu primeiro álbum lançado um único item passado "Será" que também foi muito bem sucedida, para não deixar sem nada para seus fãs no México. Ao fazer seu próximo álbum lançado duas "Special Limited Edition", intituladas LU - Edição Especial (que inclui um CD com 10 faixas do álbum, além das versões vídeo clipe dos 4 singles) e  E.E./2005 (que inclui um CD com 10 faixas do álbum, além das versões remix dos 4 singles, uma versão acústica de uma confusão e um cover de Alejandro Sanz Morando em uma pressa e um DVD com 4 vídeos e trilhas do karaoke do mesmo.
Em 2006, Lu retorna com um novo single, lançado na segunda-feira, 21 de agosto, chamado La Vida Después De Ti, que segue segundo CD da dupla intitulado Álbum. Ele foi liberado em 26 de setembro e o vídeo do primeiro single foi gravado em 8 de agosto na Cidade do México. Este vídeo foi exibido pela primeira vez nos principais canais de vídeo na segunda-feira 28 de Agosto. Lançou o segundo single do álbum em Novembro do mesmo ano intitulado Si tú me quisieras. Em 2007, Lu lançou o single intitulado "Si me amas", que não fez parte de nenhum álbum. O vídeo estreou em 2 de fevereiro. E a canção foi ouvida no rádio desde 25 de janeiro. E fechando a lista de singles da dupla, em maio lançaram Voy A Llorar.

## Os Rumores De Separação
Durante o mês de junho de 2007, havia rumores em vários meios de final de curso do grupo. Programas como o gordo e magro, La Papaya (EXA FM), Los 40 Principales, janelas, ouvido e achei a notícia relevante, mas foram imediatamente contestados por Mario: "Somos nós dois, quando um de nós quer se aposentar O projecto está concluído, porque ninguém substitui ninguém. "

## A Separação
Depois de tantos rumores, finalmente, em 7 de agosto de 2007, confirmou a notícia através de textos feitas pelo jornalista Vera Poncho no jornal "The Chronicle", que a dupla diz adeus ao palco: "Este duo pintado para fazer a música que iria ganhar um lugar na história do pop em espanhol. Adeus ao sonho. Porque se separam?, Acho que por razões pessoais, que será até eles, sinceramente. Eles ficam dois álbuns muito bons, melhores do pop que inundaram o mercado nos últimos anos. Além disso, devo dizer que é uma história um sentido de incompleto inacabado."
Essas palavras foram feitas pelo repórter. Mas mesmo as datas das apresentações foram feitas em várias partes da República Mexicana. Pouco depois de Mario deu declarações à imprensa em que ele deixou claro que a causa de sua separação foi porque os seus interesses pessoais e profissionais eram cada vez mais diferentes.
Paty mencionou que a separação dela e de Mário, o seu parceiro, é definitiva.
"Eu sempre quero o melhor (com Mario), e sei que sua parte é o mesmo, mas agora toda a gente tem idéias diferentes. O que está claro é que não estamos de separação e, em seguida, chegar juntos, porque isso seria enganar as pessoas ". Paty disse a um jornal mexicano.
"Eu me sinto um pouco triste para o público que esteve conosco, assim que deixar-los, mas o melhor. Temos feito muito bem, e sinceramente estou muito grato ao povo". Disse o intérprete de Por Besarte.
Mario Sandoval, entretanto, descreveu o seu sentimento para o que a Lu: "Sinto tristeza e nostalgia, mas realmente as coisas mudaram, as coisas foram por outro lado, como estávamos à deriva um pouco longe, eu te amo e tudo que eu queria era salvar a minha amizade com ela, e estamos a conseguir. Paty é alguém que eu quero para a vida, e eu prefiro ter a sua amizade para sempre, à nossa maneira, vai ser separados ", disse Mário, assim quando o único caminho era continuar compondo.
Seu último show foi na cidade de Reynosa (Tamaulipas).

## Discografia

### Álbuns De Estúdio
- 2004: LU
- 2006: Álbum

### Coletâneas
- 2004: LU - Edición Especial
- 2005: E.E./2005

### Demo
- 2007: No Hay Vuelta Atrás

(é um álbum não oficial da dupla mexicana Lu. O álbum foi lançado em download digital, após a dupla se desfazer. Esta é uma série de demos gravadas e Paty Cantú e Mario Sandoval antes de se tornarem famosos, e não foram incluídas em seus álbuns anteriores)

### Singles
- 2003: Duele
- 2004: Una Confusión
- 2005: Por Besarte
- 2005: Será
- 2005: Sé
- 2006: La Vida Después De Ti
- 2006: Si Tú Me Quisieras
- 2007: Voy A Llorar